# World Cup i bandy
World Cup i bandy (svenska: Världscupen i bandy) är en bandyturnering för klubblag från hela världen, som spelas årligen under ett veckoslut i oktober.

## Spelplatser
Från och med starten 1974 och fram till 2008 spelades turneringen alltid i Ljusdal. Under 2008 års turnering flyttades semifinalerna och finalen till Edsbyn på grund av mildväder och dåliga isförhållanden. Därefter spelades turneringen i Sandviken från 2009.
Från och med 2020 var turneringen tänkt spelas vartannat år i Sverige, och vartannat år i Ryssland. 2020 och 2021 ställdes turneringen in på grund av Coronapandemin och dess följder.
Sedan 2003 spelas även en damturnering i Edsbyn. I Bollnäs spelar herrjuniorerna Mini World Cup sedan 1986.

## Turneringen
Turneringen startar under vanligtvis under en torsdag och spelas sedan i dagarna fyra fram till söndagen. Matcher spelas under olika tider på dygnet, även nattetid.

### Turneringens namn
Turneringens namn har varierat genom åren: Sedan 1980 har dock alltid World Cup funnits med, och detta kallas turneringen vanligtvis.
- 1974 - "DAF-cupen"
- 1976 - "DEX-cupen"
- 1980 - "Dex World Cup"
- 1984 - "World Cup Ljusdal"
- 1986 - "SJ World Cup" då SJ blev huvudsponsor
- 1999 - "Ljusdal Cup" då cupen blev utan huvudsponsor
- 2004 - "Polar Bandy World Cup"
- 2005 - "ExTe World Cup"

### Historik
I slutet av oktober 1974 spelades den första cupen, DAF-CUPEN. Upphovsmannen var Björn Swartswe, dåvarande tränare för Ljusdals BK. Swartswe hörde ett av Sven "Plex" Petterssons referat från Tiomila i orientering och tyckte att något liknande, det vill säga en stor tävling som inleder säsongen, borde bandyn också ha. Volvohandlaren Göran Sundell hjälpte Björn med kontakterna in på Volvo som nappade på idén och sponsrade cupen med DAF-bilar de första fem åren. Spelet utökades med tiden från tre till fyra dagar och från 2006 utökades turneringen från 4 till 5 gruppspelsgrupper, och antalet lag från 16 till 20. 2006 spelades gruppspelsmatcher även i Edsbyn Arena i Edsbyn. 2008 minskades återigen antalet lag från 20 till 16.
Mitt under 2008 års turnering flyttades semifinalerna och finalen till Edsbyn på grund av mildvädret och dåliga isförhållanden.
Efter hot om bojkott från flera topplag i Sverige och Ryssland meddelade Internationella bandyförbundet i januari 2009 att man krävde att turneringen redan från och med 2009 skulle spelas inomhus, för att kunna garantera bra is.
I maj 2009 meddelades att 2009 och 2010 års turneringar skulle spelas inomhus, i Göransson Arena i Sandviken, och genom ett samarbete mellan Internationella bandyförbundet, Ljusdal och Sandviken slöts senare en överenskommelse om att turneringen skulle spelas i Sandviken tills Ljusdal fått en inomhushall och återigen kunde arrangera cupen, med målet att det till 2011 års turnering skulle finnas en bandyhall i Ljusdal.
När ingen hall fanns där skrev Sandviken ett kontrakt med FIB om att få anordna cupen 2011, 2012 och 2013. Ljusdal tilläts söka cupen 2014 om det då funnits hall att spela i på orten. Till 40-årsjubileet 2014 erbjöds Ljusdals IF, trots avsaknaden av inomhushall, att arrangera turneringen men tackade nej i mitten av augusti det året eftersom man menade att det hade behövts mer tid för att planera jubileet.
Även de kommande åren spelades turneringen i Sandviken. I mars 2020 meddelades att turneringen i fortsättningen skulle avgöras i Sverige respektive Ryssland vartannat år. 2020 års turnering förlades till Krasnojarsk och var tänkt att spelas 17–20 december 2020, men ställdes in på grund av Coronapandemin.
I maj 2021 meddelades att även 2021 års herrturnering skulle ställas in på grund av kollision med världsmästerskapet i Irkutsk, som flyttats till oktober på grund av pandemin.

### Utveckling
Till den första upplagan hade man svårt att få ihop fullt antal lag, det vill säga 16 stycken. Bandyledare runt om i Sverige hade svårt att se nyttan av att spela bandy mitt i natten. En del tog dock cupen mycket seriöst och såg en rejäl chans att spela ihop laget på fullstor plan medan andra såg cupen mindre seriöst och mer som ett festligt avbrott i uppladdningen inför serieallvaret.

### I dag
I dag är det många fler än de 16 lag som får vara med som vill vara med, och vissa år har man också spelat en så kallad B-turnering för lag från länder som USA, Kanada, Ungern och Nederländerna.

## Vinnare genom åren

### Herrar
| År            | Värdort(-er) |                | Vinnare | Resultat       | Andra plats |
| ------------- | ------------ | -------------- | ------- | -------------- | ----------- |
| 1974 Detaljer | Ljusdal      | Sandvikens AIK | 4-2     | Brobergs IF    |             |
| 1975 Detaljer | Ljusdal      | Brobergs IF    | 3-2     | Sandvikens AIK |             |
| 1976 Detaljer | Ljusdal      | OLS            | 3-2     | Västerås SK    |             |
| 1977 Detaljer | Ljusdal      | Brobergs IF    | 6-1     | IK Sirius      |             |
| 1978 Detaljer | Ljusdal      | Brobergs IF    | 4-1     | Ljusdals BK    |             |
| 1979 Detaljer | Ljusdal      | Edsbyns IF     | 5-4     | Örebro SK      |             |
| 1980 Detaljer | Ljusdal      | IF Boltic      | 5-4     | Edsbyns IF     |             |
| 1981 Detaljer | Ljusdal      | IF Boltic      | 6-0     | Brobergs IF    |             |

| År            | Värdort(-er) |             | Vinnare | Resultat       | Andra plats |
| ------------- | ------------ | ----------- | ------- | -------------- | ----------- |
| 1982 Detaljer | Ljusdal      | Jenisej     | 2-1     | IF Boltic      |             |
| 1983 Detaljer | Ljusdal      | Brobergs IF | 4-0     | Jenisej        |             |
| 1984 Detaljer | Ljusdal      | Jenisej     | 5-4     | Ljusdals BK    |             |
| 1985 Detaljer | Ljusdal      | IF Boltic   | 2-1     | Jenisej        |             |
| 1986 Detaljer | Ljusdal      | IF Boltic   | 2-1     | Vetlanda BK    |             |
| 1987 Detaljer | Ljusdal      | Västerås SK | 3-0     | Dynamo Moskva  |             |
| 1988 Detaljer | Ljusdal      | Vetlanda BK | 3-1     | Selånger SK    |             |
| 1989 Detaljer | Ljusdal      | Västerås SK | 3-0     | Sandvikens AIK |             |

| År            | Värdort(-er) |             | Vinnare | Resultat       | Andra plats |
| ------------- | ------------ | ----------- | ------- | -------------- | ----------- |
| 1990 Detaljer | Ljusdal      | HK Zorkij   | 5-2     | Vetlanda BK    |             |
| 1991 Detaljer | Ljusdal      | Edsbyns IF  | 6-3     | Sandvikens AIK |             |
| 1992 Detaljer | Ljusdal      | IK Sirius   | 7-0     | Sandvikens AIK |             |
| 1993 Detaljer | Ljusdal      | Vetlanda BK | 4-2     | Ljusdals BK    |             |
| 1994 Detaljer | Ljusdal      | Västerås SK | 5-2     | Sandvikens AIK |             |
| 1995 Detaljer | Ljusdal      | IF Boltic   | 2-1     | Västerås SK    |             |
| 1996 Detaljer | Ljusdal      | IF Boltic   | 6-3     | Falu BS        |             |
| 1997 Detaljer | Ljusdal      | Västerås SK | 4-1     | Ljusdals BK    |             |

| År            | Värdort(-er) |                | Vinnare | Resultat       | Andra plats |
| ------------- | ------------ | -------------- | ------- | -------------- | ----------- |
| 1998 Detaljer | Ljusdal      | Falu BS        | 2-1     | Västerås SK    |             |
| 1999 Detaljer | Ljusdal      | Hammarby IF    | 7-0     | Ljusdals BK    |             |
| 2000 Detaljer | Ljusdal      | Västerås SK    | 2-1     | Jenisej        |             |
| 2001 Detaljer | Ljusdal      | Hammarby IF    | 2-1     | Sandvikens AIK |             |
| 2002 Detaljer | Ljusdal      | Sandvikens AIK | 3-2     | HK Vodnik      |             |
| 2003 Detaljer | Ljusdal      | HK Vodnik      | 4-3     | Sandvikens AIK |             |
| 2004 Detaljer | Ljusdal      | HK Vodnik      | 8-5     | Sandvikens AIK |             |
| 2005 Detaljer | Ljusdal      | Bollnäs GIF    | 3-2     | Edsbyns IF     |             |

| År            | Värdort(-er)   |                    | Vinnare | Resultat           | Andra plats |
| ------------- | -------------- | ------------------ | ------- | ------------------ | ----------- |
| 2006 Detaljer | Ljusdal        | Dynamo Moskva      | 7-6     | HK Zorkij          |             |
| 2007 Detaljer | Ljusdal        | Dynamo Moskva      | 5-0     | Edsbyns IF         |             |
| 2008 Detaljer | Ljusdal Edsbyn | Edsbyns IF         | 3-2     | Bollnäs GIF        |             |
| 2009 Detaljer | Sandviken      | Hammarby IF        | 6-2     | HK Zorkij          |             |
| 2010 Detaljer | Sandviken      | Dynamo Kazan       | 3-1     | Hammarby IF        |             |
| 2011 Detaljer | Sandviken      | Jenisej            | 4-3     | Sandvikens AIK     |             |
| 2012 Detaljer | Sandviken      | HK Zorkij          | 3-0     | Jenisej            |             |
| 2013 Detaljer | Sandviken      | Dynamo Moskva      | 3-0     | Dynamo Kazan       |             |
| 2014 Detaljer | Sandviken      | Västerås SK        | 4-1     | IFK Vänersborg     |             |
| 2015 Detaljer | Sandviken      | Jenisej            | 5-0     | Sandvikens AIK     |             |
| 2016 Detaljer | Sandviken      | Västerås SK        | 4-1     | Villa Lidköping BK |             |
| 2017 Detaljer | Sandviken      | Sandvikens AIK     | 4-3     | HK Jenisej         |             |
| 2018 Detaljer | Sandviken      | Villa Lidköping BK | 4-1     | Sandvikens AIK     |             |
| 2019 Detaljer | Sandviken      | Bollnäs GIF        | 5-2     | SKA Neftianik      |             |

### Damer
| År            | Värdort(-er) |                | Vinnare                    | Resultat          | Andra plats |
| ------------- | ------------ | -------------- | -------------------------- | ----------------- | ----------- |
| 2003 Detaljer | Edsbyn       | AIK            | 6-5                        | Edsbyns IF        |             |
| 2004 Detaljer | Edsbyn       | AIK            | 1-0                        | Record Irkutsk    |             |
| 2005 Detaljer | Edsbyn       | Sandvikens AIK | 3-0                        | Edsbyns IF        |             |
| 2006 Detaljer | Edsbyn       | Sandvikens AIK | 2-1                        | IFK Nässjö        |             |
| 2007 Detaljer | Edsbyn       | Sandvikens AIK | 1-0                        | Västerstrands AIK |             |
| 2008 Detaljer | Edsbyn       | AIK            | 4-3                        | Record Irkutsk    |             |
| 2009 Detaljer | Edsbyn       | Record Irkutsk | 7-1                        | Västerstrands AIK |             |
| 2010 Detaljer | Edsbyn       | AIK            | 2-1                        | Record Irkutsk    |             |
| 2011 Detaljer | Edsbyn       | AIK            | 6-3                        | Kareby IS         |             |
| 2012 Detaljer | Edsbyn       | Record Irkutsk | 4-0                        | AIK               |             |
| 2013 Detaljer | Edsbyn       | Kareby IS      | 3-3, 4-3 efter förlängning | Record Irkutsk    |             |
| 2014 Detaljer | Edsbyn       | Kareby IS      | 3-3, 5-4 efter straffslag  | Record Irkutsk    |             |
| 2015 Detaljer | Edsbyn       | Kareby IS      | 4-2                        | AIK               |             |
| 2016 Detaljer | Surte        | Record Irkutsk | 4-1                        | Hammarby IF       |             |
| 2017 Detaljer | Surte        | Kareby IS      | 4-3                        | Record Irkutsk    |             |
| 2018 Detaljer | Surte        | Record Irkutsk | 4-2                        | Västerås SK       |             |
| 2019 Detaljer | Surte        | Västerås SK    | 5-0                        | Skutskärs IF BK   |             |

## Veteraner

### Resultat 2012 -
| År            | Värdort(-er)  |                    | Vinnare | Resultat     | Andra plats |
| ------------- | ------------- | ------------------ | ------- | ------------ | ----------- |
| 2012 Detaljer | Villmanstrand | HK Volga Uljanovsk | 1-1     | Bandy Québec |             |

## Maratontabell
Maratontabell enligt den gamla World Cup-organisationens poängberäkning, där en vinst ger två poäng och en oavgjord match ger en poäng. Totalt har 85 olika klubbar varit representerade i turneringen.

## Säsongerna 1974/1975-2016/2017
| Pos | Klubb              | S   | V  | O  | F  | GM  | IM  | Mål per match | Poäng |
| --- | ------------------ | --- | -- | -- | -- | --- | --- | ------------- | ----- |
| 1   | Sandvikens AIK     | 138 | 85 | 18 | 35 | 558 | 302 | 4,04          | 188   |
| 2   | Västerås SK        | 125 | 80 | 14 | 31 | 449 | 239 | 3,59          | 174   |
| 3   | Edsbyns IF         | 135 | 73 | 23 | 39 | 484 | 324 | 3,59          | 169   |
| 4   | Ljusdals BK        | 116 | 60 | 12 | 44 | 355 | 320 | 3,06          | 132   |
| 5   | Jenisej            | 83  | 59 | 13 | 11 | 369 | 133 | 4,45          | 131   |
| 6   | Broberg            | 115 | 51 | 13 | 51 | 447 | 324 | 3,89          | 115   |
| 7   | Bollnäs GoIF/BF    | 97  | 52 | 7  | 39 | 331 | 227 | 3,41          | 111   |
| 8   | Dynamo Moskva      | 64  | 43 | 9  | 12 | 302 | 106 | 4,72          | 95    |
| 9   | Hammarby IF        | 74  | 43 | 9  | 22 | 270 | 179 | 3,65          | 95    |
| 10  | Boltic             | 72  | 42 | 10 | 20 | 244 | 115 | 3,39          | 94    |
| 11  | Zorkij             | 71  | 36 | 11 | 24 | 228 | 158 | 3,21          | 83    |
| 12  | Vetlanda BK        | 52  | 33 | 3  | 16 | 211 | 96  | 4,06          | 69    |
| 13  | Vodnik             | 53  | 28 | 5  | 20 | 175 | 147 | 3,30          | 61    |
| 14  | Villa Lidköping BK | 55  | 26 | 3  | 27 | 188 | 158 | 3,41          | 55    |
| 15  | IFK Motala         | 39  | 25 | 0  | 14 | 116 | 70  | 2,97          | 50    |
| 16  | Falu BS            | 39  | 23 | 3  | 12 | 130 | 99  | 3,33          | 49    |
| 17  | IK Sirius          | 43  | 21 | 7  | 15 | 129 | 89  | 3,00          | 49    |
| 18  | Selånger           | 45  | 22 | 5  | 18 | 93  | 85  | 2,07          | 49    |
| 19  | Kuzbass            | 41  | 19 | 8  | 14 | 179 | 106 | 4,37          | 46    |
| 20  | Dynamo Kazan       | 27  | 18 | 1  | 8  | 115 | 58  | 4,26          | 37    |
| 21  | Uleåborg           | 66  | 14 | 9  | 43 | 127 | 254 | 1,92          | 37    |
| 22  | IFK Vänersborg     | 34  | 15 | 2  | 17 | 116 | 107 | 3,41          | 32    |
| 23  | SKA Chabarovsk     | 15  | 12 | 1  | 2  | 54  | 19  | 3,60          | 25    |
| 24  | Baikal Energy      | 26  | 11 | 2  | 13 | 81  | 83  | 3,12          | 24    |
| 25  | SKA Netyanik       | 32  | 11 | 2  | 19 | 114 | 113 | 3,56          | 24    |
| 26  | IFK Kungälv        | 22  | 8  | 4  | 10 | 51  | 50  | 2,32          | 20    |
| 27  | Ale-Surte          | 30  | 8  | 3  | 19 | 63  | 77  | 2,10          | 19    |
| 28  | IFK Helsingfors    | 36  | 6  | 5  | 25 | 54  | 126 | 1,50          | 17    |
| 29  | Stabæk             | 66  | 7  | 2  | 57 | 101 | 421 | 1,53          | 16    |
| 30  | Botnia             | 24  | 7  | 1  | 16 | 50  | 116 | 2,08          | 15    |

Pos = Position; Säs = Säsonger; S = Spelade matcher;  V = Vunna matcher;  O = Oavgjorda matcher;  F = Förlorade matcher;  GM = Gjorda mål; IM = Insläppta mål